# 2004-es wimbledoni teniszbajnokság

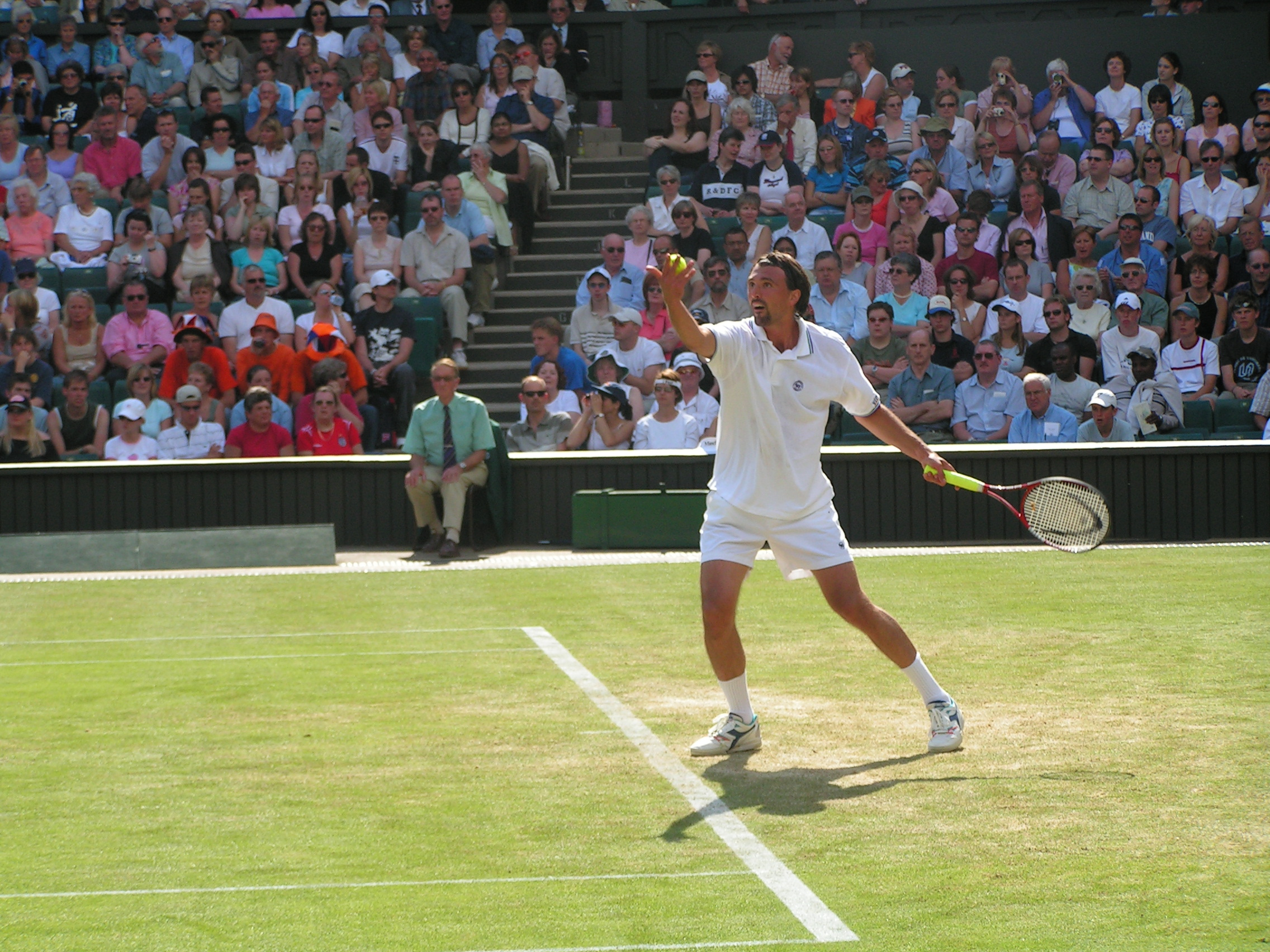
Goran Ivanisevic szerva közben

A 2004-es wimbledoni teniszbajnokság az év harmadik Grand Slam-tornája, a wimbledoni teniszbajnokság 118. kiadása volt, amelyet június 21–július 4. között rendeztek meg.
A férfiaknál Roger Federer megvédte címét, a döntőben Andy Roddickot legyőzve. A nőknél Marija Sarapova első Grand Slam-győzelmét szerezte, miután a döntőben, két szettes mérkőzésen legyőzte a címvédő Serena Williamset.

## Döntők

### Férfi egyes
Roger Federer -  Andy Roddick, 4-6, 7-5, 7-6(3), 6-4

### Női egyes
Marija Sarapova -  Serena Williams, 6-1, 6-4

### Férfi páros
Jonas Björkman /  Todd Woodbridge -  Julian Knowle /  Nenad Zimonjić, 6-1, 6-4, 4-6, 6-4

### Női páros
Cara Black /  Rennae Stubbs -  Liezel Huber /  Szugijama Ai, 6-3, 7-6(5)

### Vegyes páros
Wayne Black /  Cara Black -  Todd Woodbridge /  Alicia Molik, 3-6, 7-6(8), 6-4

## Juniorok

### Fiú egyéni
Gaël Monfils –  Miles Kasiri, 7–5, 7–6(6)

### Lány egyéni
Katerina Bondarenko –  Ana Ivanović, 6–4, 6–7(2), 6–3

### Fiú páros
Brendan Evans /  Scott Oudsema –  Robin Haase /  Viktor Troicki, 6–4, 6–4

### Lány páros
Viktorija Azaranka /  Volha Havarcova –  Marina Eraković /  Monica Niculescu, 6–4, 3–6, 6–4